# 別茲布羅季
49°55′6″N 24°33′10″E / 49.91833°N 24.55278°E
別茲布羅季（烏克蘭語：Безброди），是烏克蘭西部的村莊，隸屬利維夫州的佐洛奇夫區。該村面積2.11平方公里，海拔高度218米，2001年人口491，人口密度每平方公里232.7人。